# Zamek w Bukach
Zamek w Bukach – zamek w Bukach nad rzeką Tykicz wybudował po 1592 roku Jerzy Struś herbu Korczak z Komorowa, kasztelan halicki.

## Historia
Zakładanie miast z zamkami we włościach dziedzicznych było chlubą wielu ówczesnych możnych panów, którym ku temu na środkach  nie zbywało. Po Strusach zamek znalazł się w posiadaniu rodziny Kalinowskich. Córka Jerzego Strusia - Elżbieta wydana została za Walentego Aleksandra Kalinowskiego, generała podolskiego i starostę bracławskiego i Buki (Strushorod) w 1604 roku otrzymała w posagu. Kalinowski mając kilka lat potem w 1609 roku nadane sobie w sąsiedztwie olbrzymie puste dobra zwane Umany (Humań), gdzie postawił zamek, wcielił je do tych ostatnich. Wzniósł również zamek w Winnicy. W czasie wojen Chmielnickiego  w 1648 roku Buki zostały zajęte przez Kozaków. W 1658 roku Bohdan Chmielnicki w fortecy dużo obronnej osiadł. Następnie Buki znalazły się w rękach rodziny Potockich, były dzierżawione przez Rzewuskich, następnie zostały własnością hr. Kisielowej a po niej ks. Antoniego Lubomirskiego. W kolejnych latach warownia została zniszczona.